# Полторацкий, Дмитрий Маркович
Дми́трий Ма́ркович Полтора́цкий (1761—1818) — русский помещик из рода Полторацких, получивший известность успехами в ведении сельского хозяйства. Сооснователь Московского общества сельского хозяйства, устроитель усадьбы Авчурино.

## Биография
Сын Mарка Фёдоровича Полторацкого и его жены Агафоклеи Александровны Шишковой, родился 23 мая (3 июня) 1761 года в Санкт-Петербурге. Воспитывался сперва дома, а затем в Штутгарте (по другим источникам — в Страсбургской академии), после чего путешествовал по Германии, Швейцарии, Испании, Франции и Англии. Ещё в 1769 году был записан в военную службу и 1 января 1787 года был произведён в подполковники; вышел в отставку в 1792 году с причислением к Коллегии иностранных дел.

### Сельское хозяйство
В 1792 году купил село Авчурино (2700 десятин; в 12 верстах от Калуги, на левом берегу Оки), где завел образцовое сельское хозяйство. Путешествия за границей познакомили его с положением дел вагрономии на Европе и Полторацкий с горячностью предался устройству Авчурина и введению в нём правильного хозяйства. Он стал едва ли не первым помещиком в России, введшим у себя в Авчурине и другом имении — селе Черемашне (Чернского уезда, Тульской губернии), перешедшем потом к Дьяковым, родственникам Державина, — вместо рутинного трёхпольного, плодопеременный севооборот «на основании английских и отчасти немецких земледельцев».
Выписав из Англии агрономов (в том числе Е. Е. Мина) и сельскохозяйственные машины, он с большим успехом стал заниматься обработкой земли посредством усовершенствованных плугов (приобретённых им у протоиерея Самборского и у Юнга и Кука в Англии), сибирских сох, борон с железными зубьями.
Он ввёл молотилки и другие орудия и весьма успешно пропагандировал их среди соседей-помещиков, которые сначала с недоверием относились к его преобразовательным начинаниям. Новый севооборот, травосеяние, культура картофеля, удобрение полей мергелем, правильное скотоводство в больших размерах (голландский, холмогорский и английский рогатый скот), просуществовавший до 50 лет конный завод, на котором у него было много первоклассных арабских и английских жеребцов и который находился под управлением специалиста-англичанина — вот главнейшие стороны деятельности Полторацкого в области сельского хозяйства, снискавшей ему широкую известность. В своём имении Полторацкий организовал бесплатное обучение под руководством агрономов крепостных людей других помещиков; многие присылали к нему учеников из отдалённых губерний.
Переименованный в 1795 году в коллежские советники, 24 декабря 1797 года Полторацкий был назначен членом Экспедиции Государственного хозяйства (образованной по образцу английского Board of Agriculture), в которую были собраны люди, известные своими познаниями в агрономии. В следующем году, 12 сентября, он вышел в отставку с чином статского советника.
В начале 1818 года он вошёл в состав совета будущего Общества сельского хозяйства и был избран начальником Практического отдела. В заседании Общества 5 марта 1818 года он предложил для изучения на практике систем агрономии учредить Экспериментальную ферму (впоследствии — Московская земледельческая школа), а также особые премии для награждения хозяев за разведение картофеля, введение травосеяния, улучшенного скотоводства, плугов и других машин.
Пристрастие Полторацкого к плугу вызвало протест со стороны граф Ф. В. Ростопчина, который, в своей брошюре «Плуг и соха», изданной в 1806 году, отстаивал применение сохи. В полемику Полторацкого и Ростопчина были вовлечены и другие лица; вопрос был поставлен на национальную точку зрения: спорили о том, следует ли в русском земледелии употреблять орудия иностранного изобретения. Этот спор перешел и в литературу, в частности, попал в комедию И. А. Крылова «Модная лавка» (1807) и басню «Огородник и философ» (1811).
Был в большой дружбе с Карамзиным, который в период подготовительных работ к «Истории государства Российского» пользовался рукописями библиотеки П. К. Хлебникова, на дочери которого был женат Полторацкий. С Полторацким в близких и приятельских отношениях был также и М. М. Сперанский.
Умер в Авчурине 26 ноября (8 декабря) 1818 года.

## Семья
Был женат (с 16 октября 1790 года) на Анне Петровне Хлебниковой (1772—1842), дочери известного библиофила П. К. Хлебникова. Венчались они в Петербурге в Симеоновской церкви. К Анне Петровне перешла от отца богатая библиотека и все имения, в том числе игольная фабрика в Истье. Их дети:
- Варвара Дмитриевна (1793—1838), с 1811 года была замужем за генерал-майором Леонтием Иосифовичем Ромейко-Гурко (1783—1860), братом В. И. Гурко. В 1814 году художник Орест Кипренский написал портрет Варвары Дмитриевны. Умерла в Москве, похоронена в Покровском монастыре.
- Ирина Дмитриевна (1795—1824), адресат стихотворения Жуковского, была (с 4 апреля 1817 года)[3] первой женой Алексея Николаевича Дьякова (1790—1837).
- Агафоклея Дмитриевна (1798—1815)
- Сергей Дмитриевич (1803—1884), библиограф, наследовал библиотеку деда; был женат на дочери генерал-майора П. В. Киндякова Марии Петровне Киндяковой (1803—1851).
- Вера Дмитриевна (1812—1872), замужем за Александром Александровичем Вонлярлярским (1802—1861), который за роскошную жизнь и украшение своего имения Вонлярово был прозван современниками Monte-Cristo.

- Варвара Дмитриевна Гурко
- С.Д. Полторацкий. 1846 г.
- Вера Дмитриевна на рисунке М. О. Микешина